# Manfred Hinz (Rechtswissenschaftler)

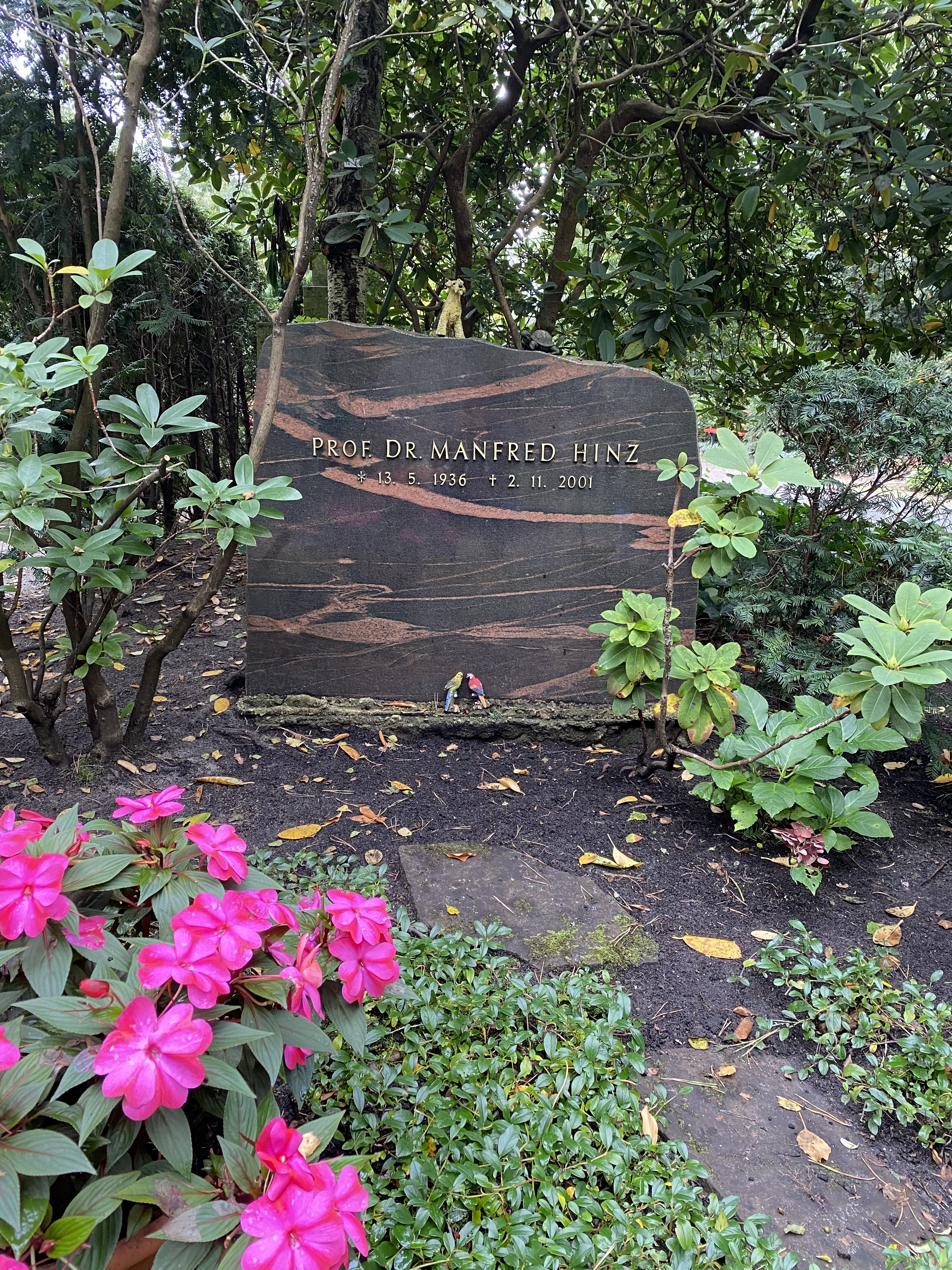
Grabstätte Manfred Hinz

Manfred Hinz (* 13. Mai 1936 in Berlin; † 2. November 2001 ebd.) war ein deutscher Rechtswissenschaftler. Er war Professor für Bürgerliches Recht, Deutsche Rechtsgeschichte und Zivilprozessrecht an der FU Berlin.

## Leben
Hinz wurde im Berliner Ortsteil Dahlem als Sohn des Kaufmanns Arthur Hinz und seiner Ehefrau Maria Hinz, geb. Kasche, geboren. Er besuchte Volksschulen in Berlin, Ostpreußen und Sachsen. Ab 1946 war er Schüler der Tannenberg-Schule in Berlin-Steglitz, an der er 1955 die Reifeprüfung ablegte. Hieran schloss sich ein achtsemestriges Studium der Rechtswissenschaft an der Freien Universität Berlin. Am 12. August 1959 bestand er die erste juristische Staatsprüfung vor dem Justizprüfungsamt Berlin. Den Vorbereitungsdienst leistete er gleichfalls in Berlin ab und beendete ihn am 24. Oktober 1963 mit der zweiten Staatsprüfung. Von Oktober 1959 bis November 1962 war er als Hilfsassistent an der Juristischen Fakultät der FU Berlin tätig, ab November 1963 war er dort wissenschaftlicher Assistent. Hinz promovierte am 15. Dezember 1966 bei Arwed Blomeyer zum „Mandatsprozess des Reichskammergerichts“.
1975 habilitierte er sich mit einer Schrift über den Pfandungsprozess. Der Schwerpunkt seiner Tätigkeit lag jedoch auf der Reform des Familien- und Kindschaftsrechts; hier besonders auf dem der Modernisierung der Eltern-Kind-Beziehung, der Angleichung des Rechts von ehelichen und unehelichen Kindern und der gemeinsamen Sorge bei der Trennung der Eltern. Die entsprechenden Passagen im „Münchener Kommentar“ zum BGB wurden maßgeblich von ihm mit verfasst. In der Wendezeit diente er der Volkskammer der DDR als Sachverständiger aus dem Westen für die Neufassung des Familienrechts und Mitautor der Neufassung des Familiengesetzbuches der DDR zum 1. Oktober 1990. Er war Mitbegründer des Instituts für angewandte Familien-, Kindheits- und Jugendforschung an der Universität Potsdam.
Manfred Hinz verstarb im Alter von 65 Jahren und wurde auf dem Waldfriedhof Dahlem beigesetzt. Die Grabstätte liegt im Feld 014-209.

## Schriften (Auswahl)
- Der Mandatsprozeß des Reichskammergerichts. Berlin 1966, OCLC 251850367.